# Pseudonicsara furcata
Pseudonicsara furcata är en insektsart som beskrevs av Sigfrid Ingrisch 2009. Pseudonicsara furcata ingår i släktet Pseudonicsara och familjen vårtbitare. Inga underarter finns listade i Catalogue of Life.